# Династія Пізня Янь
Дина́стія Пізня Янь (спрощ.: 后燕; кит. трад.: 後燕; піньїнь: Hòuyàn) — династія, що правила частиною північно-східного Китаю в період шістнадцяти держав у 386—409 роках. Керувалася імператорами з роду Мужун. Була повалена внаслідок внутрішніх інтриг військовика Фен Ба.

## Історія
Засновниками династії стали вожді з сяньбійського племені мужунів (одні з предків монголів), від чого панівний рід дістав прізвище Мужун. У 370-х роках мужуни були васалами династії Рання Цінь. У 383 році імператор Сюань Чжао-ді з Ранньої Цінь зазнав нищівної поразки від армії Східна Цзінь. Це призвело до послаблення Ранньої Цінь. У 384 році повстав Мужун Чуй, який у 386 році оголосив себе імператором нової династії Пізня Янь (як спадкоємець династії Рання Янь).
Нова держава вела спочатку війни з Ранньою Цінь, а потім Східною Цзінь. За правління Мужун Сі почалися конфлікти всередині панівних кіл. Зрештою, після низки заколотів, владу здобув впливовий сановник Фен Ба, який у 409 році оголосив себе імператором нової династії Північна Янь.

## Імператори
| Посмертне ім'я            | Особисте ім'я                 | Роки правління | Девіз і роки правління                                             |
| ------------------------- | ----------------------------- | -------------- | ------------------------------------------------------------------ |
| У-чен-ді 武成 Wǔchéng     | Мужун Чуй 慕容垂 Mùróng Chuí  | 386–396        | - Яньван (燕王 Yànwáng) 386–386 - Цзяньсін (建興 Jiànxīng) 386–396 |
| Хуей Мінь-ді 惠愍 Huìmǐn  | Мужун Бао 慕容寶 Mùróng Bǎo   | 396–398        | - Юнкан (永康 Yǒngkāng) 396–398                                    |
|                           | Мужун Сян 慕容詳 Mùróng Xiáng | 398            | - Цзяньши (建始 Jiànshǐ) 398                                       |
|                           | Мужун Лінь 慕容麟 Mùróng Lín  | 398            | - Яньпін (延平 Yánpíng) 398                                        |
|                           | Лань Хань 蘭汗/兰汗 Lán Hàn   | 398            | - Цінлун (青龍/青龙 Qīnglóng) 398                                  |
| Чжао У-ді 昭武 Zhāowǔ     | Мужун Шен 慕容盛 Mùróng Shèng | 398–401        | - Цзяньпін (建平 Jiànpíng) 398 - Чанле (長樂 Chánglè) 399–401      |
| Чжао-вень-ді 昭文 Zhaowén | Мужун Сі 慕容熙 Mùróng Xī     | 401–407        | - Ґуанши(光始 Guāngshǐ) 401–406 - Цзяньши (建始 Jiànshǐ) 407       |
| Хуей ї-ді 惠懿 Huìyì      | Мужун Юнь 慕容云 Mùróng Yún   | 407–409        | - Чженши (正始 Zhèngshǐ) 407–409                                   |